# الطقطوقة الجبلية
الطقطوقة الجبلية نوع موسيقى مغربي يعود إلى مئات السنين وتتميز بطقوسها التقليدية المتعلقة بالملابس، ولها طابعها وآلاتها الموسيقية الخاصة. وتتميز بالحوار الشعري المرتجل، ويعتبر الراحل محمد العروسي من روادها اضافة إلى شامة الزاز، عبد المالك الاندلسي والحاج السريفي، وهناك مهرجان سنوي لهذا الفن تحتضنه مدينة طنجة باسم " الطقطوقة الجبلية والموسيقى المجاورة".